# Елсі (Небраска)
Елсі (англ. Elsie) — селище (англ. village) в США, в окрузі Перкінс штату Небраска. Населення — 102 особи (2020).

## Географія
Елсі розташоване за координатами 40°50′50″ пн. ш. 101°23′21″ зх. д. / 40.84722° пн. ш. 101.38917° зх. д. (40.847168, -101.389155).  За даними Бюро перепису населення США в 2010 році селище мало площу 0,45 км², уся площа — суходіл.

## Демографія
Згідно з переписом 2010 року, у селищі мешкало 106 осіб у 46 домогосподарствах у складі 28 родин. Густота населення становила 237 осіб/км².  Було 64 помешкання (143/км²).
Расовий склад населення:
| - 89,6 % — білих - 9,4 % — осіб інших рас |

До двох чи більше рас належало 0,9 %. Частка іспаномовних становила 8,5 % від усіх жителів.
За віковим діапазоном населення розподілялося таким чином: 29,2 % — особи молодші 18 років, 58,5 % — особи у віці 18—64 років, 12,3 % — особи у віці 65 років та старші. Медіана віку мешканця становила 39,5 року. На 100 осіб жіночої статі у селищі припадало 112,0 чоловіків;  на 100 жінок у віці від 18 років та старших — 102,7 чоловіків також старших 18 років.
Середній дохід на одне домашнє господарство  становив 68 412 долари США (медіана — 51 250), а середній дохід на одну сім'ю — 81 723 долари (медіана — 57 917). За межею бідності перебувало 1,7 % осіб, у тому числі 3,6 % дітей у віці до 18 років та 0,0 % осіб у віці 65 років та старших.
Цивільне працевлаштоване населення становило 77 осіб. Основні галузі зайнятості: освіта, охорона здоров'я та соціальна допомога — 28,6 %, роздрібна торгівля — 15,6 %, фінанси, страхування та нерухомість — 11,7 %, сільське господарство, лісництво, риболовля — 11,7 %.